# Georg Paluza

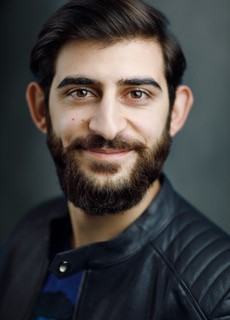
Georg Paluza

Georg Paluza (* 25. Oktober 1995 in Karlsruhe, Baden-Württemberg) ist ein deutsch-türkischer Schauspieler.

## Leben
Georg Paluza wurde in Karlsruhe geboren. 2014 schloss Paluza seine Mittlere Reife ab und begann im gleichen Jahr eine Ausbildung zum Schauspieler an der IAF in Köln. Während seiner Ausbildung zum Schauspieler wirkte Paluza in Kurzfilmen mit und hatte 2015 seinen ersten Einsatz in einem Werbespot für die Europa Versicherung, welcher in Deutschland, Österreich und Schweiz ausgestrahlt wurde. Kurz vor dem Ende seiner Schauspielausbildung im Jahre 2017 erhielt Paluza eine Nebenrolle im TV-Zweiteiler Brüder an der Seite von Schauspieler Edin Hasanović und machte aus seinen anfangs 3 Drehtagen 18 und wurde auch in Marokko weiter an der Produktion beteiligt. 2018 gewann der TV-Zweiteiler Brüder den deutschen Fernsehpreis in der Kategorie „Bester Mehrteiler“.
Im weiteren Verlauf wirkte Georg Paluza in Kino-Produktionen wie Curveball und Herrliche Zeiten mit. Georg Paluza war auch im deutschen TV zu sehen: beispielsweise 2018 in der Krimiserie Die Klempnerin, 2016 im Neo Magazin Royale von Jan Böhmermann, 2015 in der Familienserie Die Mockridges, zweimal 2015 und 2018 im Werbespot für die Europa Versicherung und 2022 im Werbespot auf Socialmedia für Krombacher.
Sein größter Einsatz war die Hauptrolle in einer russischen Serie, welche nicht zu Ende gedreht wurde. Die Dreharbeiten fanden in St. Petersburg statt.

## Filmografie
- 2015: Europa Versicherung – Werbespot
- 2015: Das Netzwerk – Kurzfilm
- 2015: Drei Kreuze – Kurzfilm
- 2016: Die Mockridges – TV-Serie
- 2016: Deutschland off Duty – Trailer
- 2017: Herrliche Zeiten – Kinofilm
- 2017: Where is the love (Cover) – Musikvideo
- 2017: Hiob – Kurzfilm
- 2017: Brüder – TV-Zweiteiler
- 2018: Die Klempnerin – TV-Serie
- 2018: Europa Versicherung – Werbespot
- 2019: Curveball – Kinofilm
- 2022: Krombacher – Werbespot
- 2024: Wer ohne Schuld ist (Fernsehfilm)